# Trichosiphonaphis gerberae
Trichosiphonaphis gerberae är en insektsart som beskrevs av Ghosh, A.K. och D.N. Raychaudhuri 1972. Trichosiphonaphis gerberae ingår i släktet Trichosiphonaphis och familjen långrörsbladlöss. Inga underarter finns listade i Catalogue of Life.